# اسماعیل‌آباد (کورین، دو)
اسماعیل‌آباد روستایی در دهستان کورین بخش کورین شهرستان زاهدان استان سیستان و بلوچستان ایران است.

## جمعیت
بر پایه سرشماری عمومی نفوس و مسکن در سال ۱۳۹۵ جمعیت این روستا ۴۴ نفر (۱۰خانوار) بوده‌است.